# Autant en emporte l'argent
Pour plus de détails, voir Fiche technique et Distribution.
Autant en emporte l'argent (Gejaagd door de winst), également connu sous le nom L'ABC de la société moderne (Het ABC van de moderne samenleving), est une trilogie, comprenant trois courts métrages belges réalisés par Guido Henderickx et Robbe De Hert, sortie en 1977.

## Fiche technique
- Titre : Autant en emporte l'argent
- Titre néerlandais : Gejaagd door de winst
- Réalisation : Guido Henderickx et Robbe De Hert
- Photographie : Michel Houssiau
- Montage : Magda Reypens
- Production : Paul De Vree
- Sociétés de production : Fugitive Cinema Holland et Ministère de la Culture des Pays-Bas
- Pays :  Pays-Bas
- Genre : Drame
- Durée : 83 minutes
- Dates de sortie : 
  -  Italie : 1977 (Festival international de science-fiction de Trieste (it))

## Distribution
- Louis Paul Boon : Louis
- Betsy Blair : Germaine
- Romain Deconinck : Geleerde
- Bob Storm
- Jaap Van Donselaar : Paul
- Yvonne Petit : Ingrid
- Charles Janssens : Stan